# 東亜考古学会
東亜考古学会（とうあこうこがっかい）は1926年に設立された日本の学術団体。戦前に中国大陸で発掘調査をするために結成され、戦後には対馬・壱岐・北海道で発掘をおこなった。先進的な調査をおこない高水準の報告書を刊行したとの評価の一方で、植民地考古学との批判もある。

## 概要
義和団の乱の賠償金をもとに、日本は「対支文化事業」を企画した。この事業の一環として、中国の遺跡を発掘調査するために創設されたのが東亜考古学会である。初期の構想は原田淑人によるもので、これに共鳴した浜田耕作、島村孝三郎らを中心に結成された。東亜考古学会は中国側の北京大学考古学研究会と共同で東方考古学協会を設立し、これによって日中の学術協力という形で満洲などの地域の発掘調査をおこなったほか両国研究者による講演会や留学生の交換も企画された（→#設立、#戦前の活動）。
戦後には中国での調査をおこなうことができなくなったため、国内の調査に切り替えた（→#戦後の活動）。
調査の報告書として、A4版の甲種全6巻とB5版の乙種全8巻が刊行されている。

## 設立
1900年に勃発した義和団の乱の事後処理では、清朝に多額の賠償金の支払いが課された。日本をはじめとした関係国はこの賠償金を基に中国に還元する事業を行うこととなり、日本は1918年の「支那人教育ノ施設ニ関スル建議」を皮切りに「対支文化事業」を展開した。
1923年、東京帝国大学講師であった原田淑人はヨーロッパ留学から帰国し、日中共同による 殷墟の発掘調査を構想した。原田に共鳴した島村孝三郎が京都帝国大学教授の浜田耕作に話を通し、浜田もこれに賛成する。島村はこのとき外務省対支文化事業部の岡部長景部長にも話を通しており、東亜考古学会の活動は前述の「対支文化事業」の一環として外務省の支援を受けながら進められることになる。
原田の回想によれば、1925年に原田が北京に出向き、北京に滞在していた満鉄社員の小林胖生を引き入れた。そして浜田・島村を含めた4人で北京大学教授の馬衡を訪ね、北京側の了解を得る。1926年、再び北京に赴いた浜田と島村が馬衡らと協議を重ね、日本側の調査団体として東亜考古学会を組織し、北京側の北京大学考古学会と共同で東方考古学協会を設立してこれを調査の主体とすることを決定した。ここで調査地として満洲を選択している。一方、島村の回想によると1925年時点で日本側は東亜考古学会設立の準備を完了しており、その上で浜田と島村が1926年に北京大学研究所長の蒋夢麟に日中共同調査の構想を示し、賛成を受けたという。
1926年、北京大学で東方考古学協会の第1回総会がおこなわれた。第2回総会は1927年に東京帝国大学で開催されたが、このとき同時に東亜考古学会の発会式も執り行われた。第2回総会では日中の研究者による公演がおこなわれ、その講演録として『考古学論叢』1が刊行された。続く第3回・第4回総会の講演記録は『考古学論叢』2にまとめられている。

## 戦前の活動
東亜考古学会は東方考古学協会の日本側の調査団体として発掘調査をおこなったほか、日中の学術連携の目的のため相互に研究者による講演会を開催したり（→#設立）、留学生を派遣したりしていた。

### 大陸での調査
発掘調査は1927年の高麗寨・単砣子を皮切りに、1933–34年には上京龍泉府（東京城）や1936年の赤峰紅山後など内蒙古や東北地方を中心に実施された。
| 調査年    | 遺跡名             | 所在地       | 主担当者                     | 報告書            |
| --------- | ------------------ | ------------ | ---------------------------- | ----------------- |
| 1927      | 高麗寨・単砣子     | 遼寧省       | 浜田耕作                     | [ 9 ]             |
| 1928      | 牧羊城             | 遼寧省       | 原田淑人・駒井和愛           | [ 10 ]            |
| 1929      | 南山裡             | 遼寧省       | 島田貞彦・浜田耕作           | [ 11 ]            |
| 1931      | 営城子             | 遼寧省       | 森修・内藤寛                 | [ 12 ]            |
| 1933      | 羊頭窪             | 遼寧省       | 金関丈夫・三宅宗悦           | [ 13 ]            |
| 1933 1934 | 東京城             | 黒龍江省     | 原田淑人・駒井和愛・水野清一 | [ 14 ]            |
| 1936      | 紅山後             | 内蒙古自治区 | 浜田耕作・水野清一           | [ 15 ]            |
| 1937      | 元上都             | 内蒙古自治区 | 原田淑人・駒井和愛           | [ 16 ]            |
| 1939      | 北魏平城址         | 山西省       | 原田淑人・駒井和愛           | [ 17 ]            |
| 1940      | 邯鄲趙王陵         | 河北省       | 原田淑人・駒井和愛           | [ 18 ]            |
| 1940      | 懐安漢墓           | 河北省       | 水野清一                     | [ 19 ]            |
| 1941      | 万安北沙城         | 河北省       | 水野清一・岡崎卯一           | [ 19 ]            |
| 1942 1943 | （陽高古城堡漢墓） | 山西省       | 小野勝年・日比野丈夫         | [ 20 ] [ 注釈 5 ] |

### 留学生の派遣
東方考古学協会では、日中で交換留学を実施していた。東亜考古学会は東大・京大から交互に留学生を派遣している。第1回は東大の駒井和愛、第2回は京大の水野清一、以下、江上波夫、田村実造、三上次男、 赤堀英三、小林知生、小野勝年、関野雄が続いた。
前述のとおり、東亜考古学会の活動は外務省の「対支文化事業」の一環としておこなわれていたため、東亜考古学会が派遣する留学生は単なる学会の留学生というだけでなく、中国で見聞を広めた彼らは以降の東洋学の発展に寄与した。

### その他
1944年には「蒙古の考古学的研究」が朝日賞を受賞した（代表者：島村孝三郎）。

## 戦後の活動
終戦後、大陸における調査をおこなうことができなくなった東亜考古学会は、国内での調査を進める一方で戦前の調査の報告書を引き続き刊行した。

### 国内での調査
戦後すぐの日本考古学界に大きく注目されたのが 静岡県登呂遺跡である。東亜考古学会は、島村孝三郎が第1次調査の会計を務めるという形でこの遺跡の発掘調査に関わっている。
戦後の東亜考古学会は、日本国内において「外来文化接触濃厚」の地を調査地として選択し、北と南でそれぞれ発掘をおこなう。駒井和愛を中心とする東京大学のメンバーは北海道モヨロ貝塚を、水野清一を中心とする京都大学のメンバーは長崎県対馬島・壱岐島・佐賀県唐津の諸遺跡の考古学的調査を進めた。
1947年のモヨロ貝塚第1次調査から始まった北海道での調査は、東京大学考古学研究室が中心となり、ほかに島村孝三郎や北海道大学の児玉作左衛門ら、文部省の斎藤忠も携わった。モヨロ貝塚での総合的調査は1951年の第3次調査まで続いた。その後、東大考古学研究室は東亜考古学会の活動と離れた後も北海道での調査を2010年代現在にいたるまで毎年続けているほか、モヨロ貝塚の調査がきっかけとなって同調査に参加した北海道の研究者や地元の中高生による遺跡調査もおこなわれるようになった。
1948年の対馬での調査は京都大学人文科学研究所が中心となり、福岡高校の森貞次郎や九州軍政部の有光教一らも参加していた。有光は対馬に駐留するアメリカ軍との折衝を担った。対馬での調査に東亜考古学会が携わったのはこの1回限りではなく、1950年と1951年におこなわれた九学会連合による対馬共同調査においても深い関係がある。第1次調査に参加した日本考古学会の調査代表者は駒井和愛で、東亜考古学会との関係を意識した人選であった。また八学会連合の委員会による調査計画の策定の際には、先年の東亜考古学会の調査に参加した三上次男・水野清一らによる講演があった。実際の発掘にあたっても東亜考古学会との緊密な連絡があり、翌年の第2次調査ではついに東亜考古学会が壱岐島を調査する第6班として調査に加わっている。その後、東亜考古学会は壱岐島での調査を継続し、1956年からは唐津での調査を開始した。1957年の第2次唐津調査からは九州の地元研究者を中心に調査がおこなわれるようになっており、この頃から東亜考古学会の調査活動は終息に向かっていたと考えられる。東亜考古学会の調査は1961年の原の辻遺跡第5次調査まで続いた。その後は1960年に岡崎敬が九州大学に赴任した関係で、1965年から1966年にかけておこなわれた唐津市宇木汲田遺跡の日仏合同調査に東亜考古学会の関係者が参加したり、岡崎によって再び対馬での調査が実施されたりした。2000年代に九大考古学研究室によってカラカミ遺跡の再発掘がおこなわれ、これにともなって東亜考古学会の調査資料も公開されている。

### 報告書の刊行
戦後に刊行された東亜考古学会による戦前の調査の報告書には、東方考古学叢刊乙種第5冊『万安北沙城』、同第7冊『邯鄲』、同第8冊『陽高古城堡』がある（→#刊行物）。
また、1981年に東方考古学叢刊甲種全6巻が復刊され、付録として『東亜考古学会懐古』が添付された。

### 解散・後継
組織的な発掘調査は1957年の第2次唐津調査を最後に次第に終了し、以降新刊行物は発表されなくなったため、実質的に1957年頃に活動が終息したとされる。正式な解散年は不詳であり、そもそも解散したのかさえ不明だが、後述の1981年の甲種叢刊復刻以降、後継団体は存在しないとされる。

### その他
戦後における東亜考古学会のリーダー的立場にあった水野清一は、1957年には「日本考古学代表団」として中華人民共和国をはじめて正式訪問した。この時、対馬での調査に参加した樋口隆康・岡崎敬らも同行している。

## 批判
中国大陸および朝鮮半島での発掘調査は、日本帝国主義下における植民地考古学の一例として再検討されている。これらの活動は、当時の日本の対外的な文化事業の一環として行われた背景が指摘されており、学術研究と帝国政策が密接に結びついていたことが批判される。
戦前の調査について、上記の通り植民地考古学との批判がある。また戦後の調査についてもオリエンタリズム的思考を払拭しておらず、地理的に辺境にあたる地域に「国内植民地」とでもいうべき状況を押し付ける役目を担ってしまったとの指摘がある。
東亜考古学会の発掘した遺物に対して、文化財返還問題も発生している。2025年6月14日には、講演会「侵略の記憶　東亜考古学と収奪の系譜」が開催され、戦時期の東亜考古学会の活動と現代の文化財返還運動との継続的関係が議論された。

## 刊行物
東方考古学叢刊 甲種
- 浜田耕作『貔子窩：南満洲碧流河畔の先史時代遺跡』東亜考古学会、1929年。
  - 「東方考古学叢刊」甲種刊行会 編『貔子窩：南満洲碧流河畔の先史時代遺跡』雄山閣、1981年。

- 原田淑人、駒井和愛『牧羊城：南満州老鉄山麓及漢以前遺跡』東亜考古学会、1931年。
  - 「東方考古学叢刊」甲種刊行会 編『牧羊城：南満州老鉄山麓及漢以前遺跡』雄山閣、1981年。

- 浜田耕作、島田貞彦『南山裡：南満州老鉄山麓の漢代甎墓』東亜考古学会、1933年。
  - 「東方考古学叢刊」甲種刊行会 編『南山裡：南満州老鉄山麓の漢代甎墓』雄山閣、1981年。

- 森修、内藤寛『営城子：前牧城駅附近の漢代壁画甎墓』東亜考古学会、1934年。
  - 「東方考古学叢刊」甲種刊行会 編『営城子：前牧城駅附近の漢代壁画甎墓』雄山閣、1981年。

- 原田淑人『東京城：渤海国上京竜泉府址の発掘調査』東亜考古学会、1939年。
  - 「東方考古学叢刊」甲種刊行会 編『東京城：渤海国上京竜泉府址の発掘調査』雄山閣、1981年。

- 浜田耕作、水野清一『赤峰紅山後：満州国熱河省赤峰紅山後先史遺跡』東亜考古学会、1938年。
  - 「東方考古学叢刊」甲種刊行会 編『赤峰紅山後：満州国熱河省赤峰紅山後先史遺跡』雄山閣、1981年。

東方考古学叢刊 乙種
- 江上波夫、水野清一『内蒙古・長城地帯：蒙古細石器文化・綏遠青銅器及支那北疆縄蓆文土器遺跡』東亜考古学会、1935年。

- 原田淑人、駒井和愛『上都：蒙古ドロンノールに於ける元代都址の調査』東亜考古学会、1941年。

- 金関丈夫、三宅宗悦、水野清一『羊頭窪：関東州旅順鳩湾内における先史遺跡』東亜考古学会、1943年。

- 直良信夫、赤堀英三ほか『蒙古高原前篇：錫林郭爾・烏蘭察布に於ける地質・古生物・人類の調査』座右宝刊行会、1943年。

- 水野清一、岡崎卯一『万安北沙城：蒙疆万安県北沙城及び懐安漢墓』座右宝刊行会、1946年。

- 水野清一、樋口隆康、岡崎敬『対馬：玄海における絶島、対馬の考古学的調査』東亜考古学会、1953年。

- 駒井和愛、関野雄『邯鄲：戦国時代趙都城址の発掘』東亜考古学会、1954年。

- 小野勝年、日比野丈夫『陽高古城堡：中国山西省陽高県古城堡漢墓』六興出版、1990年。

その他
- 東亜考古学会、東方考古学協会 編『考古学論叢1』東方考古学協会、1928年。
- 東亜考古学会、東方考古学協会 編『考古学論叢2』東方考古学協会、1930年。
- 東亜考古学会蒙古調査班 編『蒙古高原横断記』東京朝日新聞社、1937年。